# Austrolestes minjerriba
Espèce
Statut de conservation UICN

 LC  : Préoccupation mineure
Austrolestes minjerriba est une espèce de demoiselles (Zygoptera) de la famille des Lestidae, endémique d'Australie.